# Maher Ridane
Maher Ridane, né le 11 octobre 1971, est un athlète tunisien, spécialiste du lancer du javelot.

## Biographie
En 2000, Maher Ridane devient champion d'Afrique du lancer du javelot, avec un jet à 72,51 m. Il devance les Égyptiens Khaled Yassine et Walid Abderrazak Mohamed.

### Palmarès
| Date | Compétition             | Lieu          | Résultat | Performance |
| ---- | ----------------------- | ------------- | -------- | ----------- |
| 1994 | Jeux de la Francophonie | Paris         | 2e       | 70,72 m     |
| 1996 | Championnats d'Afrique  | Yaoundé       | 3e       | 72,60 m     |
| 1997 | Jeux méditerranéens     | Bari          | 3e       | 77,10 m     |
| 1997 | Jeux de la Francophonie | Antananarivo  | 3e       | 70,63 m     |
| 1999 | Jeux africains          | Johannesbourg | 3e       | 72,18 m     |
| 2000 | Championnats d'Afrique  | Alger         | 1er      | 72,51 m     |

### Records
| Épreuve           | Performance | Lieu  | Date        |
| ----------------- | ----------- | ----- | ----------- |
| Lancer du javelot | 77,98 m     | Tunis | 20 mai 1995 |